# Weißbrauenstelze

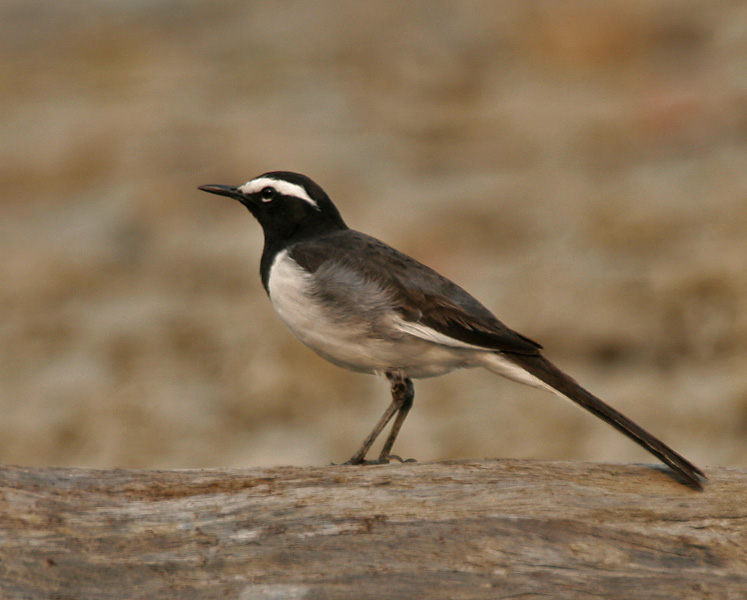

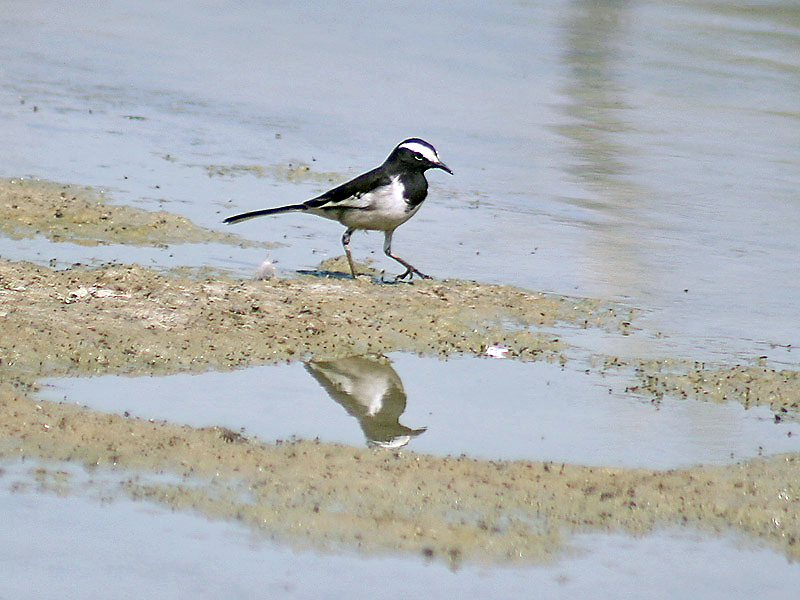
Die Weißbrauenstelze ist stärker als die Bachstelze an Gewässer gebunden.

Die Weißbrauenstelze (Motacilla maderaspatensis, Syn.: Motacilla madaraspatensis) auch Mamulastelze ist eine Singvogelart aus der Familie der Stelzen und Pieper, die große Teile des Indischen Subkontinents bewohnt, wo sie vorwiegend im offenen Gelände an Gewässern, aber auch in dörflichen Siedlungen und Gärten vorkommt. Die Art ist recht häufig und wird von der IUCN als nicht bedroht eingestuft.

## Beschreibung
Die Weißbrauenstelze ist mit 21–24 cm deutlich größer als eine Bachstelze, wobei die Flügellänge von 90 bis 102 mm und die Schwanzlänge von 92 bis 107 mm nicht allzu sehr von der letztgenannten Art abweichen. Wie bei der Japanstelze sind die beiden äußeren Steuerfederpaare etwas kürzer als die mittleren. Die beiden Arten sind sich überhaupt sehr ähnlich. Beine, Füße und der mit etwa 18–21 mm recht lange Schnabel sind schwärzlich gefärbt. Die Iris ist braun. Der Geschlechtsdimorphismus ist nur gering ausgeprägt, manche Weibchen sind von Männchen nicht zu unterscheiden. Die Art ist monotypisch.
Bei adulten Männchen ist die Oberseite größtenteils tiefschwarz. Davon hebt sich ein sehr breiter, weißer Überaugenstreif ab, der der Art ihren englischen Namen „White-browed Wagtail“ einbrachte. Im Unterschied zur Japanstelze ist die Stirn schwarz. Unter dem Auge findet sich ein schmaler, weißer Halbring. Das Schwarz von Kinn und Kehle reicht als runder Schild bis auf die Brust, seitlich davon ist das Weiß der Unterseite bis zu den Schultern hinaufgezogen. Die Flanken sind grau überwaschen, was aber im Feld oft nicht zu sehen ist, da von den Flügeln überdeckt. Die Flügel wirken zusammengelegt bis auf schwarze Schulterfedern, Randdecken und Schirmfedern oft ganz weiß, da die Oberflügeldecken großenteils nur an der Basis schwarz sind und breite, weiße Ränder und Spitzen tragen. Die Alulafedern sind schwärzlich mit teils schmalen weißen Säumen, die schwarzbraunen Handdecken sind schmal weißlich gesäumt. Die überwiegend schwarzbraunen Handschwingen zeigen weiße Spitzen und die äußeren fünf zudem weiße Säume auf den Außenfahnen. Die schwärzlichen Armschwingen sind auf der Außenfahne breit weiß gesäumt. Zudem zeigen die Schwingen auf den basalen Teilen der Innenfahnen sehr viel Weiß, was aber von den Oberflügeldecken im Allgemeinen verdeckt wird. Die Schirmfedern tragen schmale weiße Säume. Die Unterflügeldecken sind weiß. Die mittleren vier Steuerfederpaare sind schwarz, die beiden äußeren Paare weiß.
Manche Weibchen sind von Männchen nicht zu unterscheiden, andere an Kopf und Rücken heller bis hin zu einem mittleren Grau. Bei diesen Individuen ist die Gesichtspartie schwarz und geht langsam in das Grau von Scheitel und Nacken über. Auch das Flügelgefieder ist dann teils etwas aufgehellt und spielt mehr ins Braune. 
Vögel im Jugendkleid sind oberseits graubraun, der Überaugenstreif ist schwächer ausgeprägt und schmutzig weiß. Im Flügel sind die weißen Säume der Oberflügeldecken schmaler, die Schirmfedern grau gesäumt.

## Stimme
Der Gesang ist oft eine einfache, häufig wiederholte Phrase wie tschi-tschi-tschi-tchuh oder tschi-tschi-tschi-chürr. Meistens ist er aber komplexer und besteht aus 2–4  Sekunden langen Strophen von rauen, schrillen, melodischen und trillernden Tönen, die mit kurzen Pausen aneinandergereiht werden. Diese Form ist sehr variabel und erinnert nicht selten an den Gesang anderer Singvögel wie beispielsweise Baumpieper, Stieglitz oder Zaunkönig. Bisweilen werden auch offensichtliche Imitationen eingeflochten.
Der Ruf ist ein lautes twie oder tschiet oder ein metallischeres tzwienk. Oft wird er ein zweites Mal leiser wiederholt und während des Abflugs folgt dann noch eine leisere, mehrsilbige Phrase oder Rufreihe wie titu-wi oder tschu-wi. Der Alarmruf wurde bislang nicht beschrieben.

## Verbreitung und Wanderungen
Die Verbreitung der Weißbrauenstelze ist weitgehend auf den Indischen Subkontinent beschränkt, darüber hinaus gibt es lediglich aus Yunnan einige Nachweise. Sie kommt im nördlichen Pakistan, in Nepal und Bhutan sowie in Indien vor, wo sie allerdings im äußersten Nordwesten und Westen sowie im äußersten Nordosten fehlt. Zerstreute Vorkommen gibt es im Nordwesten von Bangladesch. Die Art ist weitgehend Standvogel, von Sri Lanka gibt es jedoch gelegentliche Winterbeobachtungen.

## Lebensraum
Die Weißbrauenstelze ist weitaus stärker an Gewässer gebunden als die Bachstelze und kommt nur selten in Offenlandbereichen fernab vom Wasser vor. Ihr bevorzugter Lebensraum sind Spülsäume, Sandbänke und Uferdämme von Flüssen, sie brütet aber auch an Kanälen, Teichen und Seen sowie auf Rieselfeldern und an Bewässerungsanlagen. Auch in dörflichen Siedlungen und Gärten ist die Art bisweilen zu finden – insbesondere wenn dort Wasserstellen vorhanden sind. Die Höhenverbreitung reicht meist bis etwa 900 m, in höheren Lagen scheint man die Art sehr viel seltener anzutreffen, obwohl es Nachweise bis in 2200 m Höhe gibt.